# در تا بالون
درب تا بالون یک روش اندازه گیری زمان در مراقبت های اورژانسی قلب (ECC) به خصوص در درمان انفارکتوس میوکارد قلبی با افزایش قطعه ST (یا STEMI) است.  
این فاصله زمانی، با ورود بیمار به بخش اورژانس شروع می شود و هنگامی خاتمه می یابد که در آنژیوپلاستی (در cardiac cath lab)، کاتتر از ضایعه عبور کند. با توجه به شعار: "زمان ماهیچه است" (time is muscle)، به این معنی که تأخیر در درمان انفارکتوس میوکارد احتمال و میزان آسیب عضله قلبی به دلیل هیپوکسی موضعی را افزایش می دهد ،     دستورالعمل های ACC / AHA توصیه می کندکه فاصله بین درب تا بالون بیش از 90 دقیقه نباید باشد.  در حال حاضر کمتر از نیمی از بیماران STEMI مداخله اولیه در عروق کرونر از راه پوست دریاف می کنند و شانس برقراری مجدد جریان خون در بازه زمانی توصیه شده از دستورالعمل را دارند.  این یک معیار کیفیت اصلی برای کمیسیون مشترک اعتباربخشی سازمان های بهداشت و درمان (TJC) است.   

## بهبود زمان در تا بالون
ایده ی درب از بالون (D2B)
فواید مداخله زودرس و متخصصانه عروق کرونر (PCI) بر درمان انفارکتوس میوکارد حاد با افزایش ارتفاع قطعه ST در حال حاضر به خوبی اثبات شده است. بیمارستان های معدودی می توانند PCI را در فاصله 90 دقیقه ای ارائه دهند و این مسئه باعث شد کالج آمریکایی قلب و عروق (ACC) در نوامبر 2006، دست به این یک ابتکار (درب به بالون (D2B)) بزند. اتحاد D2B در تلاش است: "عملکرد خارق العاده چند بیمارستان را بدست آورد و آن را به عملکرد معمول هر بیمارستان تبدیل کند." بیش از 800 بیمارستان از 16 مارس 2007 به اتحاد D2B پیوسته اند. اتحاد D2B معتقد به شش استراتژی اصلی مبتنی بر شواهد و یک استراتژی اختیاری برای کمک به کاهش زمان درب به بالون است:
1. پزشک، ED را در  cath lab فعال می کند،
2. سیستم فعال سازی تک تماس، cath lab را فعال می کند،
3. تیم cath lab طی 20 تا 30 دقیقه در دسترس است،
4. بازخورد سریع اطلاعات
5. تعهد ارشد مدیریتی
6. رویکرد مبتنی بر تیم
7. (اختیاری) ECG پیش یمارستانی 12 لیدِ cath lab را فعال شود.